# Wehnerstraße 20 (München)

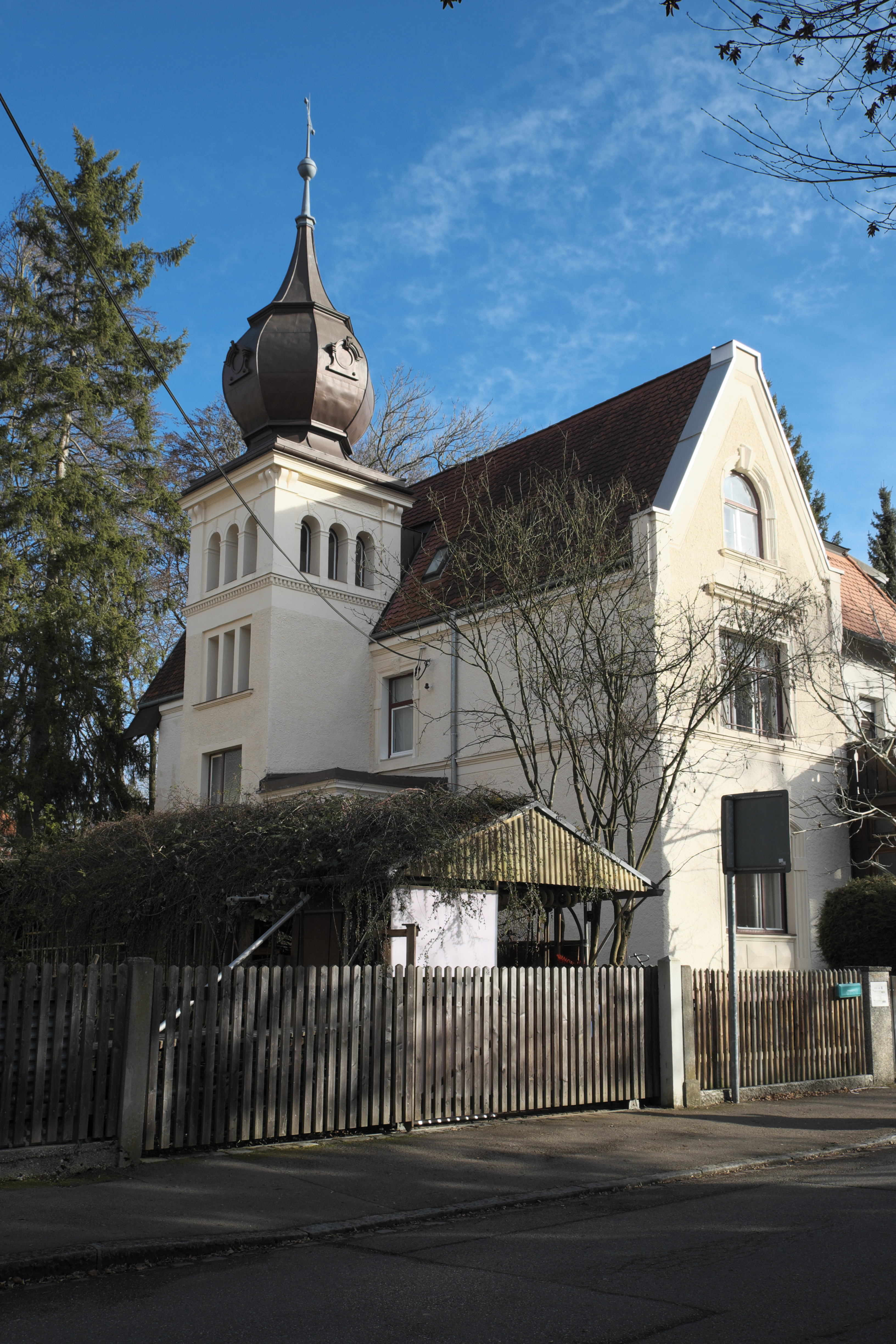
Haus Wehnerstraße 20 im Stadtteil Pasing von München

Das Gebäude Wehnerstraße 20 im Stadtteil Pasing der bayerischen Landeshauptstadt München wurde 1899 errichtet. Die Villa, die nach Plänen des Architekten Louis Ende erbaut wurde, ist ein geschütztes Baudenkmal. Von Louis Ende wurden auch die Villen Wehnerstraße 7, Wehnerstraße 11 und Wehnerstraße 19 errichtet. 
Der Bau in der Wehnerstraße mit Turm und Fachwerk gehört zur Erstbebauung der Waldkolonie Pasing. Er zeichnet sich durch den mit Triforien und Zwiebelhaube versehenen, seitlich angebrachten Treppenturm aus.